# FSFilm
FSFilm je tvůrčí skupina věnující se natáčení nekomerčních sci-fi filmů, primárně fanouškovských z prostředí seriálů Star Trek. Provozuje ateliér „hvězdné lodi“ v obci Běrunice ve Středočeském kraji. 
Prvotní tvorba skupiny měla podobu politické satiry a byla inspirována britským seriálem „Jistě, pane ministře“. Za FSFilmem stojí tvůrčí duo Jan Krátký a Radek Bělina, doplněné dalšími fanoušky, podílejícími se na nezávislé filmové tvorbě FSFilmu. 
Do povědomí se skupina dostala po účastech a oceněních na filmových festivalech amatérského a nezávislého filmu i díky novinářům pokrývající nezávislou filmovou tvorbu.

## Historie

#### 2014–2017: Stavba kulis, počátky FSFilmu a nová pravidla ViacomCBS
V roce 2014 skupina fanoušků, ještě bez názvu FSFilm, zahájila stavbu kulis „vesmírné lodi“ za účelem natáčení prvního českého fanouškovského seriálu Star Trek: Diplomacy. Předchozí filmové zkušenosti tým získal u produkce Anny Štefánkové, autorky prvních Star Trek fan filmů v České republice. Současně navázal na svoji původní divadelně-filmovou inscenaci 12 myslí, Star Trekovou adaptaci klasického filmu Dvanáct rozhněvaných mužů. 
Úvodní stavba první části ateliéru trvala jeden rok, seriál Diplomacy následně vydržel v produkci dva roky a dočkal se čtyř epizod. Další pokračování seriálu znemožnilo vydání nových pravidel pro fanouškovskou tvorbu „tzv. Guidelines” majitelem značky Star Trek, společností Paramount (dříve ViacomCBS) sdružující studia Paramount a CBS. 
Pravidla povolují pouze krátké nekomerční fanouškovské filmy do délky třicet minut (2x15min) a další tvorba na dané dílo již nemůže navazovat. Tato omezení znemožňují tvorbu seriálu. Současně musí fanouškovské filmy kromě jiného plnit i další kritéria, jako je použití vlastních nebo oficiálních rekvizit, každý film musí obsahovat ve svém názvu „A Star Trek Fan Production“ a výsledné filmy musí být k dispozici zdarma dalším fanouškům. Prodej rekvizit z filmu nebo mediálních nosičů např. DVD nebo Blu-ray je zakázán.

#### 2017–2019: Jistě, kapitáne a první krátké filmy
Pro naplnění pravidel pokračovaly satirické příběhy, rozvinuté v seriálů Diplomacy, nikoli pod hlavičkou Star Treku, ale ve vlastním „univerzu” pod názvem Jistě, kapitáne!, který ještě více odkazuje na inspiraci seriálem „Jistě, pane ministře”. Pod vedením Jana Krátkého, scenáristy a režiséra seriálu vzniklo vlastní názvosloví, byly vyrobeny nové kostýmy a proběhla úprava vzhledu kulis. Po čtyřech dalších epizodách (a miniepizodách) byl seriál kromě závěrečného dílu dokončen v plánovaném rozsahu. FSFilm se po dokončení seriálu začal věnovat natáčení krátkých nenavazujících fanouškovských filmů ze světa Star Treku v souladu s výše uvedenými pravidly ViacomCBS.
V roce 2018 měla premiéru filmová prvotina Patriotka, dílo s vážnou tematikou reflektující v dané době aktuální uprchlickou problematiku. V roce 2019 se promítal i na mezinárodním filmovém festivalu Brno16; na filmovém festivalu Book the Film pořádaném Městskou knihovnou v Praze získal 2. místo v divácké ceně. Následovaly filmy Gambit prastarých a o rok později Chuť apokalypsy, fan filmy rozvíjející příběhy epizod původního Star Treku ze šedesátých let.

#### 2020–2023: Pandemie Covid19 a mikroprodukce
V roce 2020 došlo k rozšíření tvůrčího týmu o několik nových členů. Ve stejném roce vznikly dva filmy, Elektrický hrad a Její právo. Elektrický hrad získal 3. místo v krajském kole s postupem do celostátního kola filmové soutěže České vize.
FSFilm rozvíjel filmový ateliér, kde docházelo k průběžným modernizacím a stavbě nových kulis. Pro zajištění stabilního pokračování produkce vznikla crowdfundingová kampaň na portálu Startovac.cz o které referoval i internetový časopis NerdFix.
Proběhlo i natáčení dalších fanouškovským produkcí, např. filmu Squadron, režisérky Terezy Junové, či Tajemná odysea týmu Victoria Fanfilm Production.
Plány zkomplikovala epidemie viru Covid19 a s ní spojené restrikce, zejména pak karanténní opatření a v dané době nemožnost práce ve větších skupinách. FSFilm přesto pokračoval v nové formě tzv. „mikro-produkcí“ tedy natáčení ještě kratších filmů, v rozsahu cca 10 minut s minimálním množstvím herců a štábu. Vzniklo několik mini filmů povídkového charakteru; vzhledem k oblibě tohoto formátu pokračoval FSFilm v jejich produkci i po skončení pandemie. Do filmografie přibyla díla Binární víra, Neotron, Quid pro Quo, Psioduel a Píseň blat a lesů. Binární víra získala na filmovém festivalu Česká vize čestné uznání s postupem do celostátního kola, Film Neotron získal ocenění „Book the Film Award“ v kategorii Amatérský film. Psioduel na začátku roku 2023 získal v Pražském kole festivalu Česká vize čestné uznání s postupem do celostátního kola.
Díky premiérám i následné dostupnosti všech děl na YouTube s anglickými a německými titulky se začalo vytvářet povědomí o tvorbě FSFilmu i mezi Star Trekovými fanoušky v zahraničí. Současně skupina začíná rozvíjet vztahy s podobně zaměřenými fanoušky produkujícími fan filmy v zahraničí, mezi nejvýznamnější patří Neutral Zone Studios v Kingsland, USA, kde se natáčela jedna z nejvýznamnějších Star Trek fanouškovských sérii Star Trek Continues.

#### 2023 a dál: Krátké filmy z podpalubí a ambicióznější projekty
Produkce FSFilmu se pustila rovněž do větších a ambicióznějších filmů, jako je muzikálově laděná pocta diskotékové hudbě 80. let s názvem Can´t Stop. Spolu s režisérem Josefem Burantem se spustilo natáčení zatím největšího projektu FSFilmu, dvojdílného Star Trek fan filmu Poslední mise (stále v mezích pravidel ViacomCBS). 
Pod vedením Jana Krátkého se začaly točit krátké filmy, nyní inspirované oficiální produkcí, seriálem Star Trek: Lower Decks. Obsahem jsou zejména humorné příběhy o členech posádky z podpalubí.

## Tým FSFilmu
Tým FSFilm tvoří následující osoby
- Radek „Flash“ Bělina – Zakládající člen, herec, producent, střihač a příležitostný kameraman. Odpovídá za stavbu kulis po technické i organizační stránce. Spolu s Janem Krátkým plánuje tvorbu a harmonogramy jednotlivých projektů.
- Jan „Sokar“ Krátký – Zakládající člen, scenárista a režisér. Tvůrce příběhů, postav a námětů, pod jeho režijním vedením vznikly série „Diplomacy“ i „Jistě, kapitáne!“, následně vytvořil přes deset krátkých Star Trek fan filmů.
- Rastislav „Ra100“ Švarba – Ve FSFilmu začínal na pozici kameramana, následně hlavního kameramana a  „šéfa obrazu“, který má na starosti vizuální podobu filmů. Postupně doplnil i postprodukci, konkrétně tvorbou 2D i 3D VFX efektů.
- Pavel „Kryton“ Houska – 3D grafik, autor modelů i většiny animací ve filmech. Současně autor původní hudby pro seriál Diplomacy i Jisté, kapitáne včetně znělky.
- Igor Gottwald – Původně se připojil jako herec, následně se stal členem užšího vedení a producentem.
- Linda Chudomelová – Hlavní make-up artist a vizážistka. Plánuje a realizuje vzhled mimozemských postav.
- Zbyněk Suchý – Mistr zvuku, odpovědný nejen za snímání veškerého audia při natáčení, ale i o postprodukci zvukového mixu a audio efektů.
- Vladimír Novotný – Dlouholetý spolupracovník, dlouholetý kameraman a asistent střihu.

Ve skupině FSFilm působí i další, zde nejmenované osoby.

## Seriály

### Diplomacy, A Star Trek Fan Production
Diplomacy je projekt fanouškovského seriálu z prostředí světa Star Trek. Příběh se odehrává na počátku 70. let 24. století, kdy Spojená Federace Planet, jejíž součástí je v této budoucnosti i planeta Země, je ve válce s mocným uskupením Dominion. Zde vyplouvá diplomatická loď U.S.S. Masaryk, aby všemi prostředky dosahovala potřebných dohod a kompromisů, nutných k přečkání této nelehké doby. Koncept je pojatý jako konverzační politická satira, jako například Jistě, pane ministře. 

#### Epizody
- S01E00 – První tah (minizoda) – Loď USS Masaryk se představuje.
- S01E01 – Vládní rošády – První mise zavede loď USS Masaryk k planetě Ktaris, kde je třeba rozkrýt machinace na nejvyšší vládní úrovni. Kapitán Pargimeos se sžívá s lodí a spolu s komandérem Lavernou si zvykají jeden na druhého.
- S01E02 – Úplné hlášení – Masaryk je poslán na inspekci vlády planety Betazed. Zprvu rutinní mise se komplikuje při odhalení stavu místní obrany. Komandéra Lavernu dohání část její minulosti.
- S01E03 – Loděnice[8] – Hvězdná flotila nutně potřebuje spustit sériovou výrobu lodí třídy Prometheus. Obyvatelé Federace však nejsou myšlenkou bojových strojů nadšeni. Na scénu vstupuje vyjednávací tým kapitána Pargimea.
- S01E04 – Opona se stahuje – Kapitán Pargimeos a komandér Laverna prožívají těžké chvíle. Ve vzduchu visí zrušení celé jejich mise a převelení na nezáviděníhodné pozice. Tradiční rozpory jdou stranou a tým Masaryka rozehrává konspirační hru sahající do nejvyšších míst ve Federaci.

#### Speciály
- Run for Risa – krátká videa

### Jistě, kapitáne!
Jistě, kapitáne! je fanouškovský seriál, který míchá vesmírné prostředí s politickou satirou. Námět vzdává hold sitcomu Jistě, pane ministře a dává této britské klasice kabát science-fiction.
Příběh se odehrává v roce 427 NSL (nového solárního letopočtu), tedy ve více než tisíc let vzdálené budoucnosti. Solární Říše, která byla v posledních staletích zárukou míru a porozumění rozmanitých druhů v mléčné dráze, je ve válce s Federací Floranidů z galaxie M36. Pro odražení nájezdníků je třeba udržet křehké spojenectví i s letitými sousedy včetně bojových Aresanů a intrikánských Centuronů. Ale i vnitřní členové Říše, stejně jako dosud neutrální planety se dožadují pozornosti. Do této nelehké situace vyplouvá hvězdolet Vesmírné Legie H.V.L. Masaryk, diplomatická loď pod velením kapitána Pargimea. Seriál je příběhově přímým pokračováním projektu Diplomacy.

#### Epizody
- 00 – První mise – Pilotní speciál. Kapitána Pargimeu čeká vpravdě velitelské rozhodnutí. Je přednější propagace Vesmírné legie, nebo účast na důležité společenské události? H.V.L. Masaryk poprvé vyplouvá.
- 01 – Dcera robotů – Klidná dovolená posádky H.V.L. Masaryk je narušena zmizením komandéra Laverny. Kapitán Pargimeos se svým pobočníkem Monzakem se vydávají rozluštit tajemství její minulosti a zabránit spiknutí ohrožující celou civilizaci.
- 02 – Slyšení – Vesmírné právo je ošemetná věc, zejména když celou situaci komplikuje tajná služba. Kapitána Pargimeu i jeho posádku začínají dohánět důsledky předchozích misí.
- 03 – Rozhodnutí – Komandér Laverna řeší osobní dilema. Má zůstat na palubě Masaryka, nebo přijmout lákavou nabídku z velení? Kapitán Pargimeos čelí možnosti (či hrozbě?) nástupu nového prvního důstojníka.
- 04 – Mravnost nade vše – Uzavřít kontrakt se ziskuchtivými Inkasany není nikdy jednoduché. Navíc jejich žebříček hodnot je daleko od ideálů Říše a Legie. Jak se popere s předsudky i vlastní morálkou posádka Masaryka?

#### Speciály
- Nevhodné chování – Poručík Monzak a komandér Lieza na Zemi řeší případ vážného obvinění, které by mohlo hluboce otřást morálními standardy celé legijní univerzity. Speciální díl na závěr první sezóny.

## Filmy

### Režie: Jan Krátký
- Patriotka: A Star Trek Fan Production (2018)
- Gambit prastarých: A Star Trek Fan Production (2018)
- Chuť apokalypsy: A Star Trek Fan Production (2019)
- Elektrický hrad: A Star Trek Fan Production (2020)
- Její právo: A Star Trek Fan Production (2020)
- Binární víra: A Star Trek Fan Production (2021)
- Neotron: A Star Trek Fan Production (2021)
- Quid pro Quo: A Star Trek Fan Production (2022)
- Psioduel: A Star Trek Fan Production (2022)
- Píseň blat a lesů: A Star Trek Fan Production (2022)
- Den, kdy se zastavila Federace: A Star Trek Fan Production (2023)
- Správci času: A Star Trek Fan Production (2023)

### Režie: Radek Bělina
- Can´t Stop: A Star Trek Fan Production (2023)

### Režie: VIXLAIVANT & Radek Bělina
- Oběžná dráha: A Star Trek Fan Production (Hudební klip)

### Režie: Josef Burant
- Poslední mise: A Star Trek Fan Production – v postprodukci